# Диц, Вильгельм фон
Альбрехт Кристоф Вильгельм фон Диц (нем. Albrecht Christoph Wilhelm von Diez; 17 января 1839, Байройт — 25 февраля 1907, Мюнхен) — немецкий художник.

## Биография

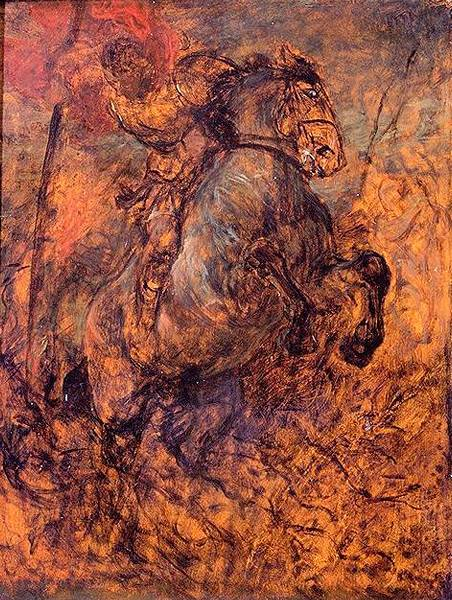
Этюд к картине «Святой Георгий», 1897

В 1853—1855 годах учился в Мюнхенском политехническом училище, которое затем сменил на Баварскую Академию изящных искусств, где был учеником Карла Пилоти.
Работал иллюстратором в журнале «Летучие листки» (нем. Fliegenden Blättern), в 1871 г. иллюстрировал «Историю Тридцатилетней войны» Фридриха Шиллера. С этого же времени преподавал в Баварской Академии изящных искусств. Среди учеников фон Дица были Пауль Хёккер, Франц Марк, Макс Слефогт, Вильгельм Трюбнер, Людвиг фон Лёффц, Генрих Лефлер, Фриц Макензен и другие. В 1883 г. на Мюнхенской международной выставке картина фон Дица «Поклонение волхвов» была удостоена Большой золотой медали.